# Kabullywood
Pour plus de détails, voir Fiche technique et Distribution.
Kabullywood est un long métrage franco-afghan de Louis Meunier réalisé en 2017 et sorti en 2019.

## Synopsis
A Kaboul, en Afghanistan, quatre étudiants assoiffés de vie décident d’accomplir un projet audacieux : rénover un cinéma abandonné qui a miraculeusement survécu à 30 ans de guerre.

## Décor principal
Le décor principal du film, le cinéma Aryub, a véritablement été rénové au cours du tournage,.

## Fiche technique
- Titre original : Kabullywood
- Réalisation : Louis Meunier
- Scénario : Louis Meunier, Ariel Nasr, Laurent Maréchaux
- Photographie : Antoine Marteau
- Images documentaire: Nicolas Baker
- Montage : Thierry Bréant
- Musique: Orange Blossom, Kengo Saito, Bastien Lagatta
- Société de production : Taimani Films
- Distribution : Destiny Films
- Genre : Comédie dramatique
- Pays d'origine : Afghanistan, France
- Langue : Dari
- Format : Couleur
- Durée : 85 min
- Dates de sortie en salles : France : 6 février 2019

## Distribution
La plupart des rôles principaux sont joués par les comédiens afghans du Théâtre du Soleil. 
- Roya Heydari : Shab
- Omid Rawendah : Sikandar
- Ghulam Reza Rajabi : Mustafa
- Mohammed Shaghasy : Qais
- Farid Joya : Khaled
- Naser Nahimi : Naser

## Distinctions
- Festival international du film oriental de Genève: FIFOG d'or[3].